# Inherit Disease
Inherit Disease ist eine US-amerikanische Brutal- und Technical-Death-Metal-Band aus Ventura, Kalifornien, die im Jahr 2001 gegründet wurde.

## Geschichte
Die Band wurde im Jahr 2001 gegründet. Nachdem die Band einen Vertrag bei Unique Leader Records unterzeichnet hatte, folgte im Jahr 2006 das Debütalbum Procreating an Apocalypse. Darauf bestand die Band aus dem Bassisten Josh Welling, dem Schlagzeuger Andy Kirk, dem Gitarristen Sean Kennedy und dem Sänger Obie Flett. In der Folgezeit ereigneten sich diverse Besetzungswechsel, während die Gruppe an ihrem nächsten Album schrieb. Im Jahr 2010 schloss sich das nächste Album Visceral Transcendence an, welches im 18th Cellar Studio unter der Leitung von Samur Khouja aufgenommen wurde, während es von Stefano Morabito gemastert wurde. Auf dem Tonträger waren Dan Osborn als neuer Schlagzeuger und Derek De Roos als neuer Gitarrist zu hören. Als Gastsänger waren zudem unter anderem Justin Richey von der Band Retch und Connor Bond von Envenomation zu hören. Es folgten im Sommer des Jahres Auftritte auf dem Las Vegas Deathfest, Central Illinois Metalfest und dem Mountains of Death in der Schweiz.

## Stil
Laut Phil Freeman von Allmusic spiele die Band auf Visceral Transcendence eine Mischung aus Technical- und Brutal-Death Metal mit schnell gespieltem Schlagzeug, heruntergestimmten Riffs, die an Cannibal Corpse erinnern würden, und gelegentlich verwendeten hohen Pig Squeals. Der gutturale Gesang sei ansonsten sehr tief und dadurch komplett unverständlich. Das Schlagzeugspiel erinnere an das von Lamb of Gods Chris Adler oder Napalm Deaths Danny Herrera. Den Bass könne man in den Liedern kaum bewusst wahrnehmen.

## Diskografie
- 2003: Inherit Disease (Demo, Eigenveröffentlichung)
- 2005: Obligated to Suffer (Demo, Eigenveröffentlichung)
- 2006: Procreating an Apocalypse (Album, Unique Leader Records)
- 2009: Promo 2009 (Demo, Eigenveröffentlichung)
- 2010: Visceral Transcendence (Album, Unique Leader Records)